# تزوير العمر في كرة القدم
الاحتيال في السن هو تزوير السن [الإنجليزية] أو استخدام وثائق مزورة للحصول على ميزة على الخصوم. في كرة القدم، يعتبر أمرا شائعا بين اللاعبين الذين ينتمون إلى دول لا يمكن التحقق من سجلاتها بسهولة.
هناك عدة أسباب تجعل اللاعبين يختارون استخدام وثائق مزيفة. يبحث الكشافون الأوروبيون عن لاعبين شباب موهوبين من بلدان فقيرة للتوقيع مع أحد الأندية الأوروبية. ويدرك اللاعبون أن فرص التعاقد معهم تقل إذا كانوا، على سبيل المثال، في عمر 23 عاما مقارنة بـ17 عاما، حيث سيكون هناك وقت أقل أمام النادي لتطوير اللاعب.
كما يُمكّن تزوير السن للاعب الأكبر سنًا من الدخول في مسابقات الشباب. ويقول الاتحاد الدولي لكرة القدم (الفيفا) إن "اللاعبين الذين تجاوزوا السن القانونية تم إدخالهم بشكل خاطئ في العديد من مسابقات الشباب، مستفيدين في كثير من الأحيان من ميزة غير عادلة بسبب نضجهم البدني الأكبر مقارنة باللاعبين في السن المناسب".
في بعض الحالات، من الممكن أن لا يعرف اللاعب تاريخ ميلاده ويقوم بتخمين تقريبي عندما يتعلق الأمر بالحصول على الوثائق الرسمية.[بحاجة لمصدر]

## مقدمة عن التصوير بالرنين المغناطيسي
تم فرض الاستخدام الإلزامي للتصوير بالرنين المغناطيسي من قبل الفيفا في عام 2009 لكأس العالم تحت 17 سنة للمساعدة في تحديد ما إذا كان اللاعبون قد تجاوزوا السن القانونية أم لا.
يعتبر التصوير بالرنين المغناطيسي دقيقًا بنسبة 99% حتى سن 17 عامًا، وبعد ذلك يصبح من الصعب على المتخصصين الطبيين حساب عمر الشخص.
يقول البروفيسور جيري دفوراك من الاتحاد الدولي لكرة القدم: "تتوقف الكفاءة عند سن 17 عامًا، ومن قبيل المصادفة البحتة أن يجعل الاتحاد الدولي لكرة القدم مسابقته حدثًا للشباب تحت سن 17 عامًا". تحتوي كل عظمة في الذراع والساق على صفيحة نهائية تنمو منها العظام. عندما يكتمل النمو (عادةً في حوالي سن 17-18 عامًا)، تختفي هذه اللوحة الطرفية في فحوصات التصوير بالرنين المغناطيسي. يعترف دفورجاك بأن نتائج الفحص "ستكون غير عادلة بالنسبة لـ 1% من جميع اللاعبين الذين تم فحصهم".
وقد قام الباحثون بتصنيف المسوحات إلى 6 أنظمة تصنيفية، على النحو التالي:
| الدرجة | التعليق | الأهلية لبطولة تحت 16 / 17 سنة |
| ------ | --- | ------------------------------ |
| 1      | غير مدمج تمامًا (قد يكون الجسم رقيقًا) | اللاعب المؤهل                  |
| 2      | الاندماج المبكر: الحد الأدنى من الكثافة المفرطة داخل الفيزياء                                                                                   | اللاعب المؤهل                  |
| 3      | اندماج عظمي إسفنجي أقل من 50% من مساحة المقطع العرضي الشعاعي (عدد المقاطع (العرض الكامل) مع اندماج أقل من 50%)                                  | اللاعب المؤهل                  |
| 4      | اندماج عظمي تربيقي يزيد عن 50% من مساحة المقطع العرضي الشعاعي (عدد المقاطع (العرض الكامل) أعلى من 50%) أو أكثر من 5 مم غير مندمج في أي قسم واحد | اللاعب المؤهل                  |
| 5      | المتبقي من الفيزيوس أقل من 5 مم على أي قسم واحد                                                                                                 | اللاعب المؤهل                  |
| 6      | مندمجة تماما | اللاعب غير مؤهل                |

المصدر:
من بين 429 فحصًا بالرنين المغناطيسي أجراه الاتحاد الآسيوي لكرة القدم في عام 2007، وجد أن 10 لاعبين (أو 2.7%) تجاوزوا سن 16 عامًا في بطولة تحت 15 عامًا. في عام 2008، تم إجراء اندماج كامل في حالة واحدة من أصل 116 حالة تصوير بالرنين المغناطيسي.
لم يكن الجميع سعداء بتقديم تقنية التصوير بالرنين المغناطيسي. خسرت نيجيريا 15 لاعبا بعد ثبوت تجاوزهم السن القانونية. قال رئيس الاتحاد النيجيري لكرة القدم ساني لولو: "لن أستخدم التصوير بالرنين المغناطيسي لاستبعاد لاعبي فريقي." وشعر أن الاتحاد الدولي لكرة القدم فرض قراره باستخدام التصوير بالرنين المغناطيسي على الدول.
أراد لولو دعوة أولياء أمور لاعبي المنتخب الوطني تحت 17 سنة للتحقق من أعمار أبنائهم. رفض وزير الرياضة النيجيري ساني ندانوسا نظام التحقق من الوالدين وصرح بأن "العالم كله أصبح رقميًا ونحن نتبع نفس النهج. لم نعد في العصر التناظري".
وأوضح لولو أن الاتحاد النيجيري لكرة القدم لم يكن بحاجة إلى مسح اللاعبين لأن ذلك لم يكن ضمن قواعد وأنظمة البطولة. صرح ندانوسا قائلاً: "يريد الاتحاد الدولي لكرة القدم استخدام فحوصات التصوير بالرنين المغناطيسي وسنلتزم بذلك، الأمر بسيط."
وفي البطولة نفسها، أجرى اتحاد كرة القدم في غامبيا فحصا لـ53 من لاعبيه، و"قليل منهم" فشلوا. وقد اقترح أن "اثنين أو ثلاثة" ممن أظهر فحص التصوير بالرنين المغناطيسي أنهم أكبر من السن القانوني كانوا من المشاركين في بطولة إفريقيا تحت 17 سنة 2009.

## أمثلة ما قبل التصوير بالرنين المغناطيسي

### إفريقيا
- من أشهر الأمثلة على قيام لاعب بتزوير الوثائق هو المدافع الدولي الكاميروني توبي ميمبوي الذي احتفظ بعدة وثائق خلال مسيرته الكروية والتي تشير إلى أنه أصبح أصغر سنًا مع مرور الوقت.[7]
- في عام 1989 تم حظر المنتخبات الوطنية للشباب النيجيرية من قبل الفيفا بسبب إشراك لاعبين فوق السن القانوني في بطولات الشباب التي تنظمها الفيفا. كانت تواريخ ميلاد ثلاثة لاعبين في أولمبياد 1988 مختلفة عن تلك التي استخدمها هؤلاء اللاعبون في البطولات السابقة.[8] واستمر الحظر الناتج عن ذلك لمدة عامين كما تم تجريد نيجيريا من حقها في استضافة بطولة العالم للشباب لكرة القدم عام 1991.[9]
- كشف الصحفي الجنوب إفريقي توماس كوينايت عن وجود العديد من "المحتالين فيما يتعلق بالعمر" الذين يمثلون جنوب إفريقيا والذين شاركوا في بطولة الفئة العمرية تحت 15 عامًا التي استضافتها فرنسا. وكان قائد ذلك الجانب طالبًا جامعيًا في سنته الثالثة يبلغ من العمر 24 عامًا من بورت إليزابيث.[10] وبعد الكشف عن عمر اللاعب، قام والد اللاعب بأخذ كوينايت إلى أمين المظالم الصحفية في جنوب إفريقيا بتهمة "الافتراء"، قبل أن يسحب شكواه بعد أن تبين أن السجلات المدرسية تظهر أن اللاعب كان سيبدأ الدراسة في المدرسة وعمره عامين. ويزعم كوينايت أيضًا أنه قيل له إنه "غير وطني" بسبب تغطيته للقصة.
- في أواخر عام 1999، تم تعيين أنتوني كوجو ويليامز رئيسًا للاتحاد النيجيري لكرة القدم. لم يستمر في منصبه لأكثر من ثلاثة أشهر وتم فصله لأنه، على حد تعبير عضو مجلس إدارة الاتحاد النيجيري لكرة القدم زاريا ساني، "فشل في قيادة بقية أعضاء مجلس الإدارة". [11] في الفيلم الوثائقي "إفريقيا تركل" (Africa Kicks)، الذي بثته هيئة الإذاعة البريطانية العالمية عام 2010، صرح ويليامز أن الحكومة النيجيرية "خائفة من التغيير". وأضاف "لا أرى كرة القدم النيجيرية قادرة على الخروج من هذا المستنقع، والمشكلة التي تعاني منها اليوم هي أن الفساد يزداد عمقا وعمقا. ومن وقت لآخر نشاهد لقطات حيث نحقق نتائج جيدة في بعض المسابقات مع لاعبين فوق السن القانوني ونحتفل. كانت هذه إحدى القضايا التي بحثتها، لا يمكننا الاستمرار في استخدام لاعبين فوق السن القانوني. نحن نستخدم لاعبين فوق السن القانوني في بطولات الناشئين، وأنا أعلم ذلك. لماذا لا نقول ذلك؟ إنها الحقيقة. نحن نغش دائما. إنها حقيقة. عندما تغش، فإنك تحرم النجوم الشباب الذين من المفترض أن يلعبوا في هذه المسابقات من حقوقهم".[12]

- في عام 2003، قامت الحكومة الكينية بحل منتخب كينيا تحت 17 سنة بعد أن كشف بعض اللاعبين عن أنهم تجاوزوا سن 18 عامًا.[13] وفي العام نفسه، قال نائب وزير الشباب والرياضة الغاني جو أجري إنه يرغب في وقف الغش في السن.[14]
- في عام 2009، اتهم الصحفي النيجيري أدوكيي أمييسيماكا اتحاد كرة القدم النيجيري بالتواطؤ مع الغش في الأعمار لأن ذلك أعطى الأمة ميزة تنافسية. كان لديه ما اعتبره دليلاً على أن بعض اللاعبين تجاوزوا السن القانونية، لكن الاتحاد النيجيري لكرة القدم لم يكن مهتمًا بأخذ شكواه على محمل الجد.[15]

### آسيا
- استبعد الاتحاد الآسيوي لكرة القدم منتخبات كوريا الشمالية وطاجيكستان والعراق من بطولة آسيا تحت 16 سنة 2008 بعد التأهل، كما استبعد كمبوديا وماكاو وبنغلاديش وطاجيكستان وبوتان وقيرغيزستان من التصفيات بعد اكتشاف إشراكها لاعبين فوق السن، بينما استبعد اليمن من البطولة لإشراكه لاعبا فوق السن.
- تم إيقاف ستة عشر لاعباً من قبل الاتحاد الآسيوي لكرة القدم في عام 2000، وتم إيقاف ثمانية لاعبين في بطولة آسيا تحت 16 سنة 2010.[16]
- أدخل الاتحاد الآسيوي لكرة القدم أساليب الكشف عن العمر في مسابقاته للفئات العمرية في عام 2000.

### أوروبا
- يزعم ديف بولر (Dave Bowler)، مؤلف كتاب 'الفوز ليس كل شيء: سيرة السير ألف رامسي" (Winning Isn't Everything: Biography of Sir Alf Ramsey)، أن الإنجليزي ألف رامسي قام بتزوير وثائق بحيث تم تغيير تاريخ ميلاده من 1920 إلى 1922. يزعم بولر أن رامسي كان يخشى أنه مع نهاية الحرب العالمية الثانية، سوف يُعتبر كبيرًا في السن بحيث لا يمكن تقديم عقد احترافي له.[17]

### الأمريكتين
- في الفضيحة المعروفة باسم (Cachirules)، تم حظر جميع فرق المكسيك الدولية لمدة عامين من قبل الفيفا من المشاركة في المسابقات الدولية في عام 1988 عندما ثبت أن فريق تحت 20 عامًا قام عمدًا بإشراك العديد من اللاعبين الذين تجاوزوا السن القانونية.
- فاز البرازيلي كارلوس ألبرتو دي أوليفيرا جونيور ببطولة العالم للشباب لكرة القدم عام 2003 باستخدام وثائق مزورة مدعياً أنه ولد في 24 يناير 1983. وبسبب هذا تم إيقافه عن ممارسة كرة القدم لمدة 360 يومًا.[17]
- لاعب كرة قدم إكوادوري، اسمه الحقيقي أنخيل تشيمي، لعب معظم حياته المهنية باسم غونزالو تشيلا، وهو الاسم الحقيقي للاعب أصغر منه بثلاث سنوات والذي التقى به عندما كانا يخضعان للتجارب في نادٍ محلي، مما مكنه من اللعب في مباريات مقيدة بالعمر لمدة ثلاث سنوات بعد أن كان يحق له ذلك؛ تم إيقافه في النهاية لمدة عامين.

## أمثلة بعد التصوير بالرنين المغناطيسي

### إفريقيا
- في ديسمبر 2010، قام الاتحاد السنغالي لكرة القدم بإزالة دياواندو دياني وهيرفي ديديو وسامبا ديالو من منتخب السنغال تحت 17 عامًا، بعدما تبين أنهم تجاوزوا السن القانونية بعد إجراء فحص بالرنين المغناطيسي.[18]
- في عام 2011، فرض الاتحاد الإفريقي لكرة القدم (الكاف) استخدام التصوير بالرنين المغناطيسي لبطولة إفريقيا تحت 17 سنة 2011.[19]
- في فبراير 2011، رد مدير كرة القدم الإيفواري والمحلل التلفزيوني في قناة سوبر سبورت مامادو جاي على سؤال حول من يعتقد أنه سيفوز بكأس العالم تحت 17 سنة 2011 بقوله "... أي من الفرق الأربعة التي تمثلنا [إفريقيا] في كأس العالم تحت 17 سنة يمكنه الفوز بالكأس". [ك‍]، لأنه على هذا المستوى نحب الغش في أعمارنا."[20]
- في يوليو 2013، فشل أبوتشي أوبينوا، البالغ من العمر ستة عشر عامًا والمولود في الولايات المتحدة، في اجتياز اختبار التصوير بالرنين المغناطيسي أثناء خضوعه للتقييم لتمثيل فريق نيجيريا تحت 17 عامًا في كأس العالم تحت 17 عامًا 2013.[21]
- في عام 2014، تم حظر منتخب غانا تحت 17 عامًا من بطولة إفريقيا تحت 17 عامًا 2015 بعد ثبوت إدانتهم بالتلاعب بالعمر في مباراة التصفيات ضد الكاميرون. حلت الكاميرون بديلاً لهم في نهائيات البطولة.[22]
- في أغسطس 2016، أفادت التقارير أن 26 لاعباً من منتخب نيجيريا تحت 17 سنة فشلوا في اجتياز اختبارات التصوير بالرنين المغناطيسي قبل مباراتهم ضد منتخب النيجر تحت 17 سنة.[23]
- في عام 2017، منع الاتحاد الكاميروني لكرة القدم 14 لاعبًا من المشاركة في كأس الأمم الإفريقية تحت 17 سنة 2017 بعد فشلهم في اجتياز اختبارات التصوير بالرنين المغناطيسي.[24]
- في مايو 2019، أُدين منتخب غينيا تحت 17 سنة من قبل الاتحاد الإفريقي لكرة القدم (الكاف) بتهمة تزييف أعمار لاعبين، أبو بكر كونتي وأحمد تيديان كيتا، في كأس الأمم الإفريقية تحت 17 سنة 2019. ومن ثمّ فقدت غينيا مكانها في كأس العالم تحت 17 سنة 2019.[25]
- في يونيو 2022، بعد فوز المغرب تحت 17 سنة على غانا تحت 17 سنة للتأهل لكأس العالم للسيدات تحت 17 سنة 2022، تقدم المغرب بشكوى إلى الكاف، مدعيا أن اثنتين من اللاعبات الغانيات تجاوزتا السن القانونية. وقد حقق الكاف في هذا الادعاء، وقرر منع غانا من التأهل لبطولتي كأس العالم المقبلتين، كما فرض عليها غرامة قدرها 100 ألف دولار. وقد استأنف الاتحاد الغاني لكرة القدم هذا الحكم.[22]
- في يناير 2023، فشل 32 لاعباً كاميرونياً في فريق البلاد تحت 17 عامًا في اختبار عمر التصوير بالرنين المغناطيسي في الفترة التي سبقت مباريات التأهل لكأس الأمم الإفريقية تحت 17 عامًا 2023. وقد تم طلب إجراء الاختبارات بناءً على طلب رئيس الاتحاد الكاميروني لكرة القدم، صامويل إيتو.[24]

### أوقيانوسيا
- في عام 2018، وجد اتحاد أوقيانوسيا لكرة القدم أن منتخب جزر سليمان، الذي احتل المركز الثاني في بطولة أوقيانوسيا تحت 16 سنة 2018، قام عمداً بإشراك اللاعب كريس ساتو خلال البطولة. ونتيجة لذلك، خسروا نتائجهم وكذلك مكانهم في كأس العالم تحت 17 سنة 2019.[26] ومع ذلك، تم استئناف القرار من قبل اتحاد جزر سليمان لكرة القدم، واجتمعت اللجنة التنفيذية لاتحاد أوقيانوسيا لكرة القدم لاتخاذ قرار بشأن استبدالهم بعد انتهاء عملية الاستئناف وقررت تأييد الاستئناف، وبالتالي السماح لجزر سليمان بالمشاركة في البطولة.[27] تبين لاحقًا أن جزر سليمان قد أشركت لاعبًا آخر على الأقل فوق السن في بطولة التصفيات، وبالتالي تم منعها من المشاركة في التصفيات والنهائيات لكأس العالم تحت 17 سنة 2021.[28]

## للاستزادة
- Andy Cryer (13 فبراير 2014). "Why the problem of age fraud is 'rampant' in African football". BBC Sport. مؤرشف من الأصل في 2014-02-14. اطلع عليه بتاريخ 2014-02-13.